# Brnik (Pologne)
Pour l’article homonyme, voir Brnik.
Brnik (prononciation : [brnik]) est une localité polonaise de la gmina de Dąbrowa Tarnowska, située dans le powiat de Dąbrowa en voïvodie de Petite-Pologne.